# Pierre Besnier
Pierre Besnier (1648, Tours - 8 septembre 1705, Constantinople), est un jésuite et homme de lettres français.

## Biographie
Entré à la Compagnie de Jésus en 1663, il se livre aux études philologiques et passe une grande partie de sa vie à l'étranger.
Il était réputé pour sa mémoire prodigieuse et pour sa connaissance des langues.
Il a collaboré au Dictionnaire étymologique de Gilles Ménage et à la traduction du Nouveau Testament avec les pères Bouhours et Letellier.

## Publications
- La reunion des langues, ou L'art de les apprendre toutes par une seule (1674)
- Dictionaire étymologique ou Origines de la langue françoise (1694)
- Discours sur la sciences des étymologies (1694)

## Sources
- Louis Gabriel Michaud, Biographie universelle, ancienne et moderne, etc, Volume 58, 1835
- Dictionnaire des philosophes français du XVIIe siècle, Paris, Honoré Champion, 2015, article Pierre Besnier